# 遮瑕

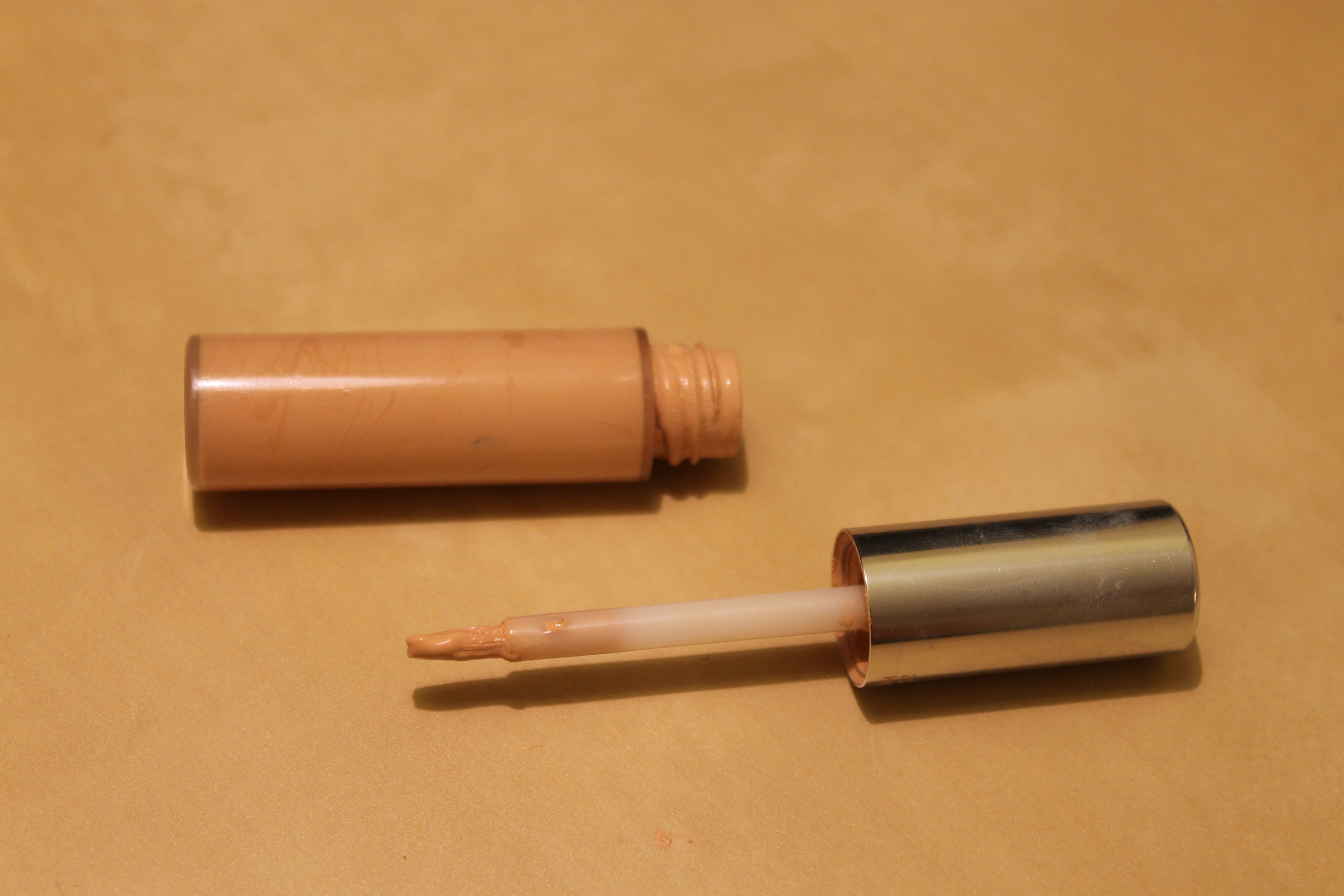
液體狀的遮瑕膏

遮瑕是一種化妝品以及臉部彩妝技術，利用厚而不透明的遮瑕產品修飾皮膚上的瑕疵，遮去如黑眼圈（Periorbital dark circles）、痘疤、皺紋等瑕疵。遮瑕產品有液體狀、膏狀、乳霜狀。遮瑕過去主要為女性所用，但現今男性也常作使用。第一款市售的遮瑕膏被認為是1954年上市的蜜絲佛陀Erace。迷彩遮瑕是一種較重的著色遮瑕膏，用於較重的皮膚變色、胎記等。